# Puerto Rico op de Olympische Zomerspelen 1992
Puerto Rico nam deel aan de Olympische Zomerspelen 1992 in Barcelona, Spanje. Het land won een bronzen medaille, die op naam kwam van bokser Aníbal Acevedo.

## Medailleoverzicht
| Sport  | Olympiër       | Discipline | Medaille |
| ------ | -------------- | ---------- | -------- |
| Boksen | Aníbal Acevedo | -67kg (m)  | Brons    |

## Deelnemers en resultaten

### Atletiek
| Olympiër                | Discipline               | Resultaat | Prestatie                                         |
| ----------------------- | ------------------------ | --------- | ------------------------------------------------- |
| Edgardo Guilbe          | 200m (m)                 | DNF       | serie 1: 3de in 21,75 kwartfinale 1: niet gestart |
| Domingo Cordero         | 400m horden (m)          | 26e       | serie 2: 3de in 50,19                             |
| Jorge González          | marathon (m)             | DNF       | niet gefinisht                                    |
| Michael Francis         | verspringen (m)          | 35e       | kwalificatie groep A: 17de met 7,46m              |
| Elmer Williams          | verspringen (m)          | 23e       | kwalificatie groep B: 13de met 7,70m              |
| Edgar Díaz              | polsstokhoogspringen (m) | 18e       | kwalificatie groep B: 9de met 5,50m               |
|                         |                          |           |                                                   |
| Myra Mayberry-Wilkinson | 100m (v)                 | 26e       | serie 4: 4de in 11,76 kwartfinale 2: 7de in 11,69 |
| Myra Mayberry-Wilkinson | 400m (v)                 | DNF       | serie 5: 4de in 53,75 kwartfinale 4: 5de in 53,37 |

### Basketbal
| Olympiër | Discipline | Resultaat | Prestatie |
| --- | ---------- | --------- | --- |
| José Ortiz Federico Lopez Raymond Gause Edwin Pellot Jerome Mincy James Carter Javier Antonio Colón Ramon Rivas Mario Morales Edgar De Leon Eddie Casiano Richard Soto | mannen     | 8e        | groep B: 4de V van Australië: 76-116 W van China: 100-68 V van Litouwen: 91-104 W van Venezuela: 96-82 W van Gezamenlijk team: 82-70 kwartfinale: V van Verenigde Staten: 77-115 5-8ste plek: V van Brazilië: 84-86 7-8ste plek: V van Duitsland: 86-96 |

| Groep B |                  |             |             |             |            |            |            |        |
| #       | Land             | Wedstrijden | Wedstrijden | Wedstrijden | Doelpunten | Doelpunten | Doelpunten | Punten |
| #       | Land             | G           | W           | V           | V          | T          | Saldo      | Punten |
| 1       | Gezamenlijk team | 5           | 4           | 1           | 425        | 373        | +52        | 9      |
| 2       | Litouwen         | 5           | 4           | 1           | 481        | 424        | +57        | 9      |
| 3       | Australië        | 5           | 3           | 2           | 432        | 396        | +36        | 8      |
| 4       | Puerto Rico      | 5           | 3           | 2           | 445        | 440        | +5         | 8      |
| 5       | Venezuela        | 5           | 1           | 4           | 392        | 427        | −35        | 6      |
| 6       | China            | 5           | 0           | 5           | 381        | 496        | −115       | 5      |

| Ronde          | Datum     | Plaats           | Land   | Score            | Land |
| -------------- | --------- | ---------------- | ------ | ---------------- | ---- |
| Groepsfase     |           |                  |        |                  |      |
| 26 juli        | Barcelona | Puerto Rico      | 104-91 | Australië        |      |
| 27 juli        | Barcelona | China            | 79-87  | Puerto Rico      |      |
| 29 juli        | Barcelona | Venezuela        | 79-87  | Puerto Rico      |      |
| 31 juli        | Barcelona | Litouwen         | 79-87  | Puerto Rico      |      |
| 2 augustus     | Barcelona | Puerto Rico      | 104-91 | Gezamenlijk team |      |
| Kwartfinale    |           |                  |        |                  |      |
| 4 augustus     | Barcelona | Verenigde Staten | 115-77 | Puerto Rico      |      |
| Halve finale   |           |                  |        |                  |      |
| 6 augustus     | Barcelona | Brazilië         | 86-84  | Puerto Rico      |      |
| Bronzen finale |           |                  |        |                  |      |
| 8 augustus     | Barcelona | Puerto Rico      | 86-96  | Duitsland        |      |

### Boksen
| Olympiër                | Discipline | Resultaat | Prestatie |
| ----------------------- | ---------- | --------- | --- |
| Nelson Dieppa           | -48kg (m)  | 17e       | 1ste ronde: V van BUL Petrov: 7-10 |
| Angel Chacón            | -51kg (m)  | 17e       | 1ste ronde: V van VEN Serradas: 3-12 |
| Harold Ramírez          | -54kg (m)  | 17e       | 1ste ronde: V van USA Reyes Jr.: 1-10 |
| Carlos Gerena           | -57kg (m)  | 9e        | 1ste ronde: W van IND Singh: 20-11 2de ronde: V van ALG Soltani: 0-23                                                                            |
| Aníbal Santiago Acevedo | -67kg (m)  | Brons     | 1ste ronde: W van NAM Simon: 13-11 2de ronde: W van AUS Scriggins: 16-3 kwartfinale: W van ROU Vaştag: 20-9 halve finale: V van CUB Sierra: 2-11 |
| Miguel Jiménez          | -71kg (m)  | 17e       | 1ste ronde: V van IRQ Hashim: 3-10 |
| Richard Santiago        | -75kg (m)  | 17e       | 1ste ronde: V van GER Ottke: 2-15 |
| Alex González           | -81kg (m)  | 17e       | 1ste ronde: V van POL Bartnik: 3-6 |

### Gewichtheffen
| Olympiër       | Discipline  | Resultaat | Prestatie                                            |
| -------------- | ----------- | --------- | ---------------------------------------------------- |
| Arnold Franqui | -82,5kg (m) | DNF       | trekken: 27ste met 135kg stoten: geen geldige poging |

### Gymnastiek
| Olympiër     | Discipline               | Resultaat | Prestatie |
| ------------ | ------------------------ | --------- | --- |
| Víctor Colón | individuele meerkamp (m) | 93e       | vloer: 93ste met 9,375 punten sprong: 67ste met 18,675 punten brug: 92ste met 9,225 punten rekstok: 93ste met 9,350 punten ringen: 93ste met 9,225 punten paard voltige: 93ste met 8,725 punten totaal: 64,575 punten |

### Honkbal
| Olympiër | Discipline | Resultaat | Prestatie |
| --- | ---------- | --------- | --- |
| Jorge Aranzamendi Torres Roberto Lopez Ocasio Angel Morales Rodriguez Efrain Garcia Santiago Helson Rodriguez Santiago Albert Bracero Chevere Manuel Serrano José Lorenzana Oquendo Luis Ramos Torres Silvio Censale Abimael Rosario Marrero Efrain Nieves Soto Gualberto Lopez Ortiz Wilfredo Velez Leon James Figueroa Rafael Santiago Rivera Jesus Feliciano Amadeo José Mateo Rosario Orlando Lopez Bobian José Sepulveda Pinto | mannen     | 5e        | groepsfase: 5de V van Japan: 0-9 W van Dominicaanse Republiek: 7-5 V van Chinees Taipei: 1-10 W van Italië: 2-0 V van Verenigde Staten: 2-8 V van Cuba: 4-9 V van Spanje: 6-7 |

| Groepsfase: |                        |             |             |             |
| #           | Land                   | Wedstrijden | Wedstrijden | Wedstrijden |
| #           | Land                   | G           | W           | V           |
| 1           | Cuba                   | 7           | 7           | 0           |
| 2           | Japan                  | 7           | 5           | 2           |
| 3           | Chinees Taipei         | 7           | 5           | 2           |
| 4           | Verenigde Staten       | 7           | 5           | 2           |
| 5           | Puerto Rico            | 7           | 2           | 5           |
| 6           | Dominicaanse Republiek | 7           | 2           | 5           |
| 7           | Italië                 | 7           | 1           | 6           |
| 8           | Spanje                 | 7           | 1           | 6           |

| Ronde      | Datum     | Plaats      | Land | Score            | Land |
| ---------- | --------- | ----------- | ---- | ---------------- | ---- |
| Groepsfase |           |             |      |                  |      |
| 26 juli    | Barcelona | Puerto Rico | 0-9  | Japan            |      |
| 27 juli    | Barcelona | Dominica    | 5-7  | Puerto Rico      |      |
| 28 juli    | Barcelona | Puerto Rico | 1-10 | Chinees Taipei   |      |
| 29 juli    | Barcelona | Italië      | 0-2  | Puerto Rico      |      |
| 31 juli    | Barcelona | Puerto Rico | 2-8  | Verenigde Staten |      |
| 1 augustus | Barcelona | Puerto Rico | 4-9  | Cuba             |      |
| 2 augustus | Barcelona | Puerto Rico | 6-7  | Spanje           |      |

### Judo
| Olympiër        | Discipline | Resultaat | Prestatie |
| --------------- | ---------- | --------- | --- |
| Luis Martínez   | -60kg (m)  | 35e       | 1ste ronde: V van ITA Cattedra: ippon                                                                                   |
|                 |            |           | |
| Lisa Boscarino  | -52kg (v)  | 13e       | 1ste ronde: V van JPN Mizoguchi: ippon herkansingen: V van KOR Kim: yuko                                                |
| Lisa Boscarino  | -56kg (v)  | 18e       | 1ste ronde: V van USA Donahoo: koka                                                                                     |
| Nilmari Santini | +72kg (v)  | 9e        | 1ste ronde: V van FRA Lupino: ippon herkansingen: W van CAN Patterson: yuko herkansingen 2: V van EUN Gundarenko: ippon |

### Schietsport
| Olympiër        | Discipline             | Resultaat | Prestatie                                               |
| --------------- | ---------------------- | --------- | ------------------------------------------------------- |
| Ralph Rodríguez | 50m geweer liggend (m) | 18e       | kwalificatie: 18de met 594 punten (98-100-99-98-100-99) |
|                 |                        |           |                                                         |
| Jesús Tirado    | trap                   | 50e       | kwalificatie: 50ste met 132 punten (22-23-19-20-25-23)  |

### Tennis
| Olympiër              | Discipline     | Resultaat | Prestatie                                              |
| --------------------- | -------------- | --------- | ------------------------------------------------------ |
| Juan Ríos             | enkelspel (m)  | 33e       | 1ste ronde: V van ITA Camporese: 2-6, 2-6, 0-6         |
| Miguel Nido Juan Ríos | dubbelspel (m) | 17e       | 1ste ronde: V van ITA Camporese/Nargisp: 1-6, 2-6, 3-6 |

### Worstelen
| Olympiër        | Discipline  | Resultaat   | Prestatie |
| Vrije stijl     | Vrije stijl | Vrije stijl | Vrije stijl |
| --------------- | ----------- | ----------- | --- |
| Anibál Nieves   | -62kg (m)   | 10e         | groep B: 5de W van POL Grzywiński: 4-0 V van BUL Vasilev: 1-3 V van AUS Ilhan: 0-4 W van LAT Žukovs: 3-1 9-10de plek: V van GER Polky: walk-over |
| José Betancourt | -82kg (m)   | 15e         | groep B: 8ste V van ESP Iglesias: 1-3 V van FIN Rauhala: 1-3                                                                                     |
| Daniel Sánchez  | -90kg (m)   | 15e         | groep B: 8ste V van POL Garmulewicz: 0-4 V van TUR Şimşek: 0-3                                                                                   |
| Rodney Figueroa | -130kg (m)  | 10e         | groep A: 5de V van KOR Park: 0-3 W van JPN Honda: 3-1 V van IRI Soleimani: 0-4 9-10de plek: V van BUL Barbutov: 0-3                              |

### Zeilen
| Olympiër                               | Discipline        | Resultaat | Prestatie                                      |
| -------------------------------------- | ----------------- | --------- | ---------------------------------------------- |
| José Sambolin                          | finn (m)          | 24e       | 168,0 punten: (25-24-20-21-18-24-26)           |
|                                        |                   |           |                                                |
| Lucía Martínez                         | lechner A-390 (v) | 19e       | 205,0 punten: (16-15-20-19-15-16-16-18-16-PMS) |
|                                        |                   |           |                                                |
| Enrique Figueroa Oscar Mercado Blasini | tornado klasse    | 14e       | 100,0 punten: (17-11-9-7-14-11-12)             |

### Zwemmen
| Olympiër                                                      | Discipline            | Resultaat | Prestatie                                              |
| ------------------------------------------------------------- | --------------------- | --------- | ------------------------------------------------------ |
| Ricardo Busquets                                              | 50m vrije slag (m)    | 24e       | serie 7: 1ste in 23,44                                 |
| Todd Torres                                                   | 50m vrije slag (m)    | 34e       | serie 4: 1ste in 23,79                                 |
| Ricardo Busquets                                              | 100m vrije slag (m)   | 9e        | serie 7: 1ste in 50,31 finale B: 1ste in 49,92 (NR)    |
| Jorge Herrera                                                 | 400m vrije slag (m)   | 30e       | serie 4: 7de in 4.00,11                                |
| Jorge Herrera                                                 | 1500m vrije slag (m)  | 24e       | serie 2: 8ste in 16.01,69                              |
| Ricardo Busquets                                              | 100m rugslag (m)      | 38e       | serie 3: 7de in 58,42                                  |
| Manuel Guzmán                                                 | 100m rugslag (m)      | 17e       | serie 5: 7de in 56,93                                  |
| Manuel Guzmán                                                 | 200m rugslag (m)      | 13e       | serie 5: 7de in 2.01,84 finale B: 5de in 2.01,87       |
| Todd Torres                                                   | 100m schoolslag (m)   | 16e       | serie 6: 3de in 1.02,72 (NR) finale B: 8ste in 1.03,21 |
| Todd Torres                                                   | 200m schoolslag (m)   | DSQ       | serie 3: gediskwalificeerd                             |
| Ricardo Busquets                                              | 100m vlinderslag (m)  | DNS       | serie 3: niet gestart                                  |
| David Monasterio                                              | 200m vlinderslag (m)  | 30e       | serie 4: 5de in 2.02,32                                |
| Manuel Guzmán                                                 | 200m wisselslag (m)   | DNF       | serie 7: 6de in 2.04,95 finale B: niet gestart         |
| David Monasterio                                              | 400m wisselslag (m)   | 28e       | serie 3: 7de in 4.36,39                                |
| Manuel Guzmán Jorge Herrera David Monasterio Ricardo Busquets | 4x100m vrije slag (m) | 13e       | serie 1: 4de in 3.30,48                                |
| Jorge Herrera Manuel Guzmán Ricardo Busquets David Monasterio | 4x200m vrije slag (m) | 15e       | serie 3: 5de in 7.35,63                                |
| Manuel Guzmán Todd Torres David Monasterio Ricardo Busquets   | 4x100m wisselslag (m) | 12e       | serie 1: 4de in 3.46,52 (NR)                           |
|                                                               |                       |           |                                                        |
| Rita Garay                                                    | 200m vrije slag (v)   | 27e       | serie 2: 3de in 2.07,08                                |
| Rita Garay                                                    | 100m rugslag (v)      | 34e       | serie 3: 6de in 1.05,92 (NR)                           |
| Rita Garay                                                    | 200m rugslag (v)      | 27e       | serie 3: 4de in 2.18,10                                |

Albanië · Algerije · Amerikaanse Maagdeneilanden · Amerikaans-Samoa · Andorra · Angola · Antigua en Barbuda · Argentinië · Aruba · Australië · Bahama's · Bahrein · Bangladesh · Barbados · België · Belize · Benin · Bermuda · Bhutan · Bolivia · Bosnië en Herzegovina · Botswana · Brazilië · Britse Maagdeneilanden · Bulgarije · Burkina Faso · Canada · Centraal-Afrikaanse Republiek · Chili · China · Chinees Taipei · Colombia · Congo-Brazzaville · Cookeilanden · Costa Rica · Cuba · Cyprus · Denemarken · Djibouti · Dominicaanse Republiek · Duitsland · Ecuador · Egypte · El Salvador · Equatoriaal-Guinea · Estland · Ethiopië · Fiji · Filipijnen · Finland · Frankrijk · Gabon · Gambia · Gezamenlijk team · Ghana · Grenada · Griekenland · Groot-Brittannië · Guam · Guatemala · Guinee · Guyana · Haïti · Honduras · Hongarije · Hongkong · Ierland · IJsland · India · Indonesië · Irak · Iran · Israël · Italië · Ivoorkust · Jamaica · Japan · Jemen · Jordanië · Kaaimaneilanden · Kameroen · Kenia · Koeweit · Kroatië · Laos · Lesotho · Letland · Libanon · Libië · Liechtenstein · Litouwen · Luxemburg · Madagaskar · Malawi · Malediven · Maleisië · Mali · Malta · Marokko · Mauritanië · Mauritius · Mexico · Monaco · Mongolië · Mozambique · Myanmar · Namibië · Nederland · Nederlandse Antillen · Nepal · Nicaragua · Nieuw-Zeeland · Niger · Nigeria · Noord-Korea · Noorwegen · Oeganda · Oman · Oostenrijk · Pakistan · Panama · Papoea-Nieuw-Guinea · Paraguay · Peru · Polen · Portugal · Puerto Rico · Qatar · Roemenië · Rwanda · Saint Vincent‑Grenadines · Salomonseilanden · Samoa · San Marino · Saoedi-Arabië · Senegal · Seychellen · Sierra Leone · Singapore · Slovenië · Soedan · Spanje · Sri Lanka · Suriname · Swaziland · Syrië · Tanzania · Thailand · Togo · Tonga · Trinidad en Tobago · Tsjaad · Tsjecho-Slowakije · Tunesië · Turkije · Uruguay · Vanuatu · Venezuela · Verenigde Arabische Emiraten · Verenigde Staten · Vietnam · Zaïre · Zambia · Zimbabwe · Zuid-Afrika · Zuid-Korea · Zweden · Zwitserland · Onafhankelijke olympische deelnemers